# واشک پاسپیسیل
واشک پاسپیسیل (انگلیسی: Vasek Pospisil؛ زاده ۲۳ ژوئن ۱۹۹۰) یک تنیس‌باز اهل کانادا است.